# Cueva del Reguerillo
La cueva del Reguerillo es la cavidad más importante de la comunidad autónoma española de Madrid, tanto en aspectos científicos como espeleo-deportivos. Declarada monumento de interés nacional en 1944,
actualmente se encuentra cerrada por la Dirección General de Patrimonio de la Comunidad de Madrid, para la realización de estudios arqueológicos y paleontológicos.
Lamentablemente, el fácil acceso a la cueva y la cercanía con la ciudad de Madrid ha hecho de la cavidad el centro de recreo de numerosos grupos, que sin los conocimientos espeleológicos y el respeto necesarios con nuestro patrimonio cárstico, la han llenado de basura y plagado sus paredes y techos de pintadas y grafitis.

## Historia y exploraciones
Entre 1955 y 1981 se suceden las exploraciones (C.E. del Club Alpino Español en 1955, G.U.M en 1956, Centro de Estudios Hidrográficos del MOPU entre 1965-67, G.E. Estrella Polar en 1969, El G.E.I.S. (Grupo de Exploraciones e Investigaciones Subterráneas) y STD (Grupo de Espeleología  de Standard Eléctrica, S.A.) en 1971, el equipo N.S.S. 1972-73 y el S.E.C.E.I. entre 1980- 81) fruto de las cuales, y gracias a las tareas de desobstrucción realizadas en diversos pasos clave, se consigue reconocer la totalidad de la cavidad y topografiarla en su mayor parte.
Especialmente reseñadas son las excavaciones paleontológicas que fueron dirigidas por Trinidad de Torres entre 1970-1974. Fruto de éstas aparecen numerosas zonas con restos de Ursus spelaeus, clasificándose como un yacimiento de habitación alóctona, puesto que se trata de una acumulación de huesos y material detrítico (arcilla de descalcificación) que, fluyendo hacia zonas deprimidas de la cavidad, llega a colmatar totalmente ciertos conductos.

## Cierre de la cavidad
La cavidad se encuentra cerrada con rejas y candados en todas sus bocas desde noviembre de 2006, sancionándose a los infractores con fuertes multas.
Las razones para su cierre son las siguientes:
- Realizar excavaciones arqueológicas y paleontológicas en zonas de la cavidad donde se sabe que hay restos.

- El deterioro de la cavidad es manifiesto, con numerosas pintadas y formaciones salvajemente arrancadas. A ello se unió la acumulación de restos y de basura muy contaminante (pilas, hornillos, linternas...).

- El paso indiscriminado de gente sin ningún tipo de conocimientos de espeleología ha generado numerosos accidentes: han entrado personas sin ropa ni calzado adecuado, mucho menos con cuerdas para pasar el Tubo y en ocasiones con linternas de mano que fácilmente se quedan sin pilas o se revientan al caer al suelo.

- La colonia de murciélagos de esta cavidad ha ido en detrimento hasta quedar casi extinguida. Se necesitaría un tiempo largo para que vuelva a recuperarse, aunque esto va a ser difícil ya que si las puertas están tapiadas no permiten la entrada ni salida de ningún murciélago.

Debido a estas cuatro razones, el Ayuntamiento de Patones junto con Patrimonio Nacional (esta última es quien tiene la titularidad de la cavidad), decidieron cerrar la Cueva del Reguerillo. La Federación Madrileña de Espeleología se presentó en estos diálogos entre ambas instituciones, queriendo aportar sus conocimientos para mejorar en lo posible la situación. La pretensión de la federación, era la de conseguir que durante un año la cavidad estuviese cerrada totalmente con el fin de que la colonia de murciélagos pudiera recuperarse lo más posible. Pasado este primer año, la cavidad quedaría a disposición de aquellos que la quisiesen visitar teniendo que solicitarlo a la Federación, quien tramitaría el permiso para hacerlo. Todos los clubes federados no tendrían ninguna dificultad en realizar la visita. Y para quienes no tienen un conocimiento básico de espeleología, se realizarían visitas guiadas con el fin de evitar que continúe el deterioro y que proliferasen los accidentes tontos y absurdos que hasta ahora se han dado y que han requerido muchas veces la intervención de grupos de socorro. Es posible que hubiese algunas zonas restringidas si Patrimonio se arranca de nuevo a continuar las excavaciones, pero serían zonas delimitadas y concretas.
Actualmente las excavaciones por parte de Patrimonio continúan y no se sabe cuándo se reabrirá, aunque sea parcialmente o previo permisos.

## Acceso
La cueva está situada en el término municipal del pueblo de Patones. Para llegar a ella debemos llegar al pueblo desde Torrelaguna, y atravesarlo para continuar por la carretera M-102, hacia la presa del Pontón de la Oliva, y luego hacia la Presa del Atazar. Unos 300 metros después de haber pasado los tubos del Canal de Isabel II parte a la derecha una pista forestal ascendente. Los coches se deben dejar en el espacio para coches que hay ahí mismo, puesto que el acceso a la pista está prohibido y se multa a los coches que suben por ella.
Subiendo a pie por la pista, unos 50 metros antes de pasar de nuevo sobre los tubos, la entrada natural de la cavidad se encuentra en un alto a la izquierda del camino. Veremos una senda ascendente que sale del camino, e incluso los carteles que hay en la entrada son visibles desde el mismo.
El acceso a la entrada artificial se puede hacer bien por encima de la montaña, o bien subiendo desde la presa del Pontón de la Oliva por una senda empinada a la izquierda de la presa.

## Recorrido

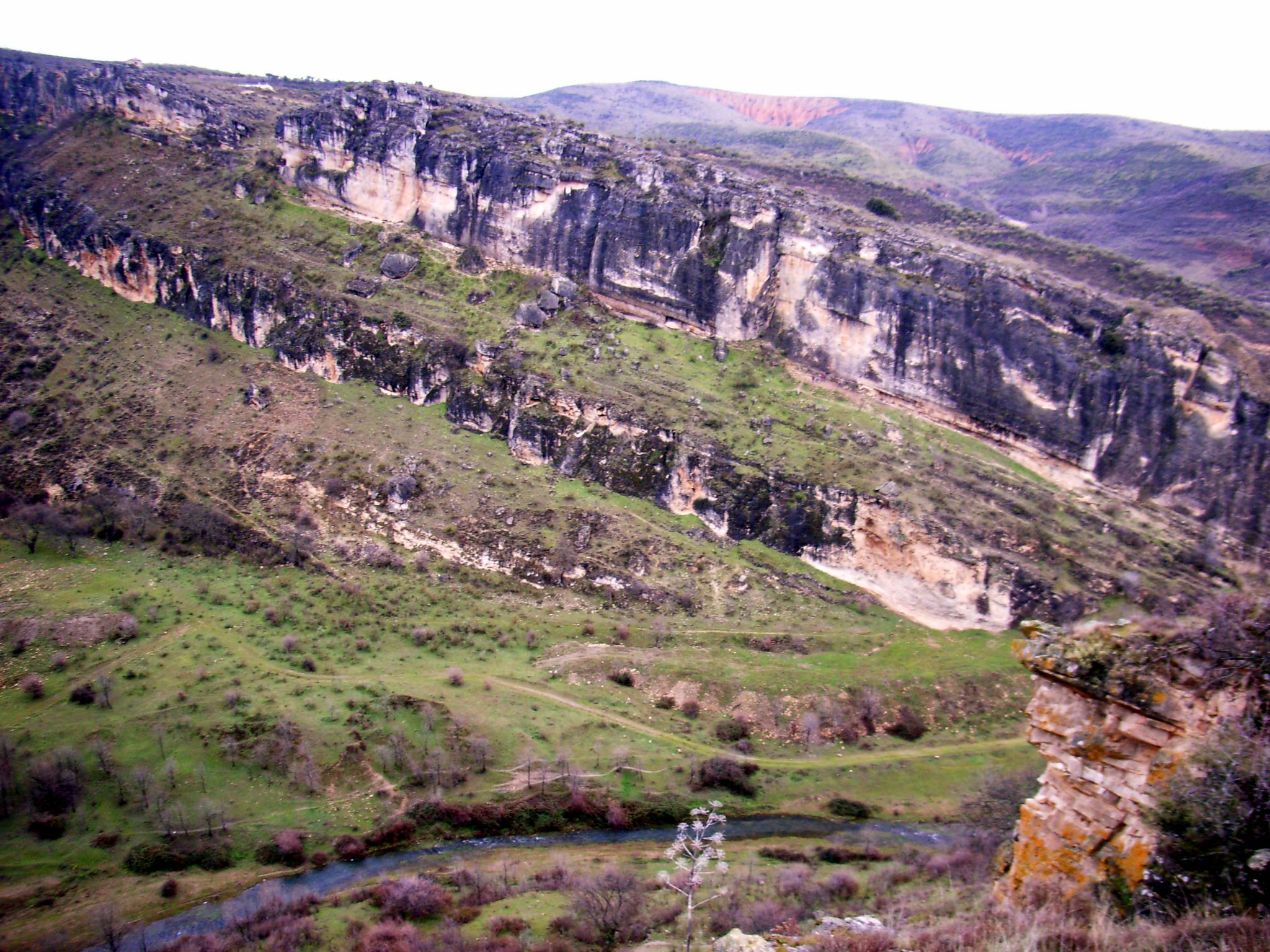
Paisaje

Aunque no presenta grandes dificultades técnicas no es en absoluto conveniente adentrarse en la Cueva del Reguerillo sin los suficientes conocimientos técnicos y sin el material adecuado: son numerosos los accidentes ocurridos entre gente sin experiencia. El recorrido por esta cavidad puede hacerse tan complicado como son sus laberínticos, tortuosos y estrechos pasadizos inferiores, por lo que en algunos puntos pueden presentarse problemas de orientación, que en ningún caso deberán ser de importancia si se actúa con cierta lógica, se lleva el material de iluminación adecuado y se sigue con detalle el plano topográfico. Por ello las recomendaciones van dirigidas fundamentalmente a los iniciados en este deporte, y en concreto a todos aquellos que, sin material de iluminación adecuado ni un mínimo de conocimientos técnicos, se adentran en la cavidad. Para estos casos se recomienda que sean acompañados de personas experimentadas, y en el supuesto que así no fuera, sería conveniente llevar carburo de repuesto y agua para evitar males mayores. Se debe procurar entrar en grupos no muy numerosos, para no alterar aún más el bastante ya deteriorado ecosistema de la cueva, así como no ensuciar la cavidad por el vertido de basuras, pilas y demás desperdicios (amén de las pintadas), desechos que a veces se encuentran en los rincones más insospechados de la cueva.

### Niveles
La Cueva del Reguerillo presenta tres niveles o pisos bien diferenciados, siendo el 2.º y 3.º los de mayor recorrido, prodigándose especialmente en el último las gateras, pasos estrechos y zonas laberínticas. Puesto que se trata de una compleja cavidad en la que es posible realizar diversos recorridos, la descripción que aquí se presenta corresponde con el itinerario clásico, consistente en entrar por la boca superior y recorrer el 1 er piso, bajar al 2.º piso y continuar hasta la diaclasa de entrada al 3.er piso (denominada 1.ª entrada al Tercer piso), seguir en este por la zona más cómoda, y retornar de nuevo al 2.º piso bien por la Directísima o la Rampa de Arcilla, completando el recorrido saliendo por la entrada artificial.

#### Primer piso

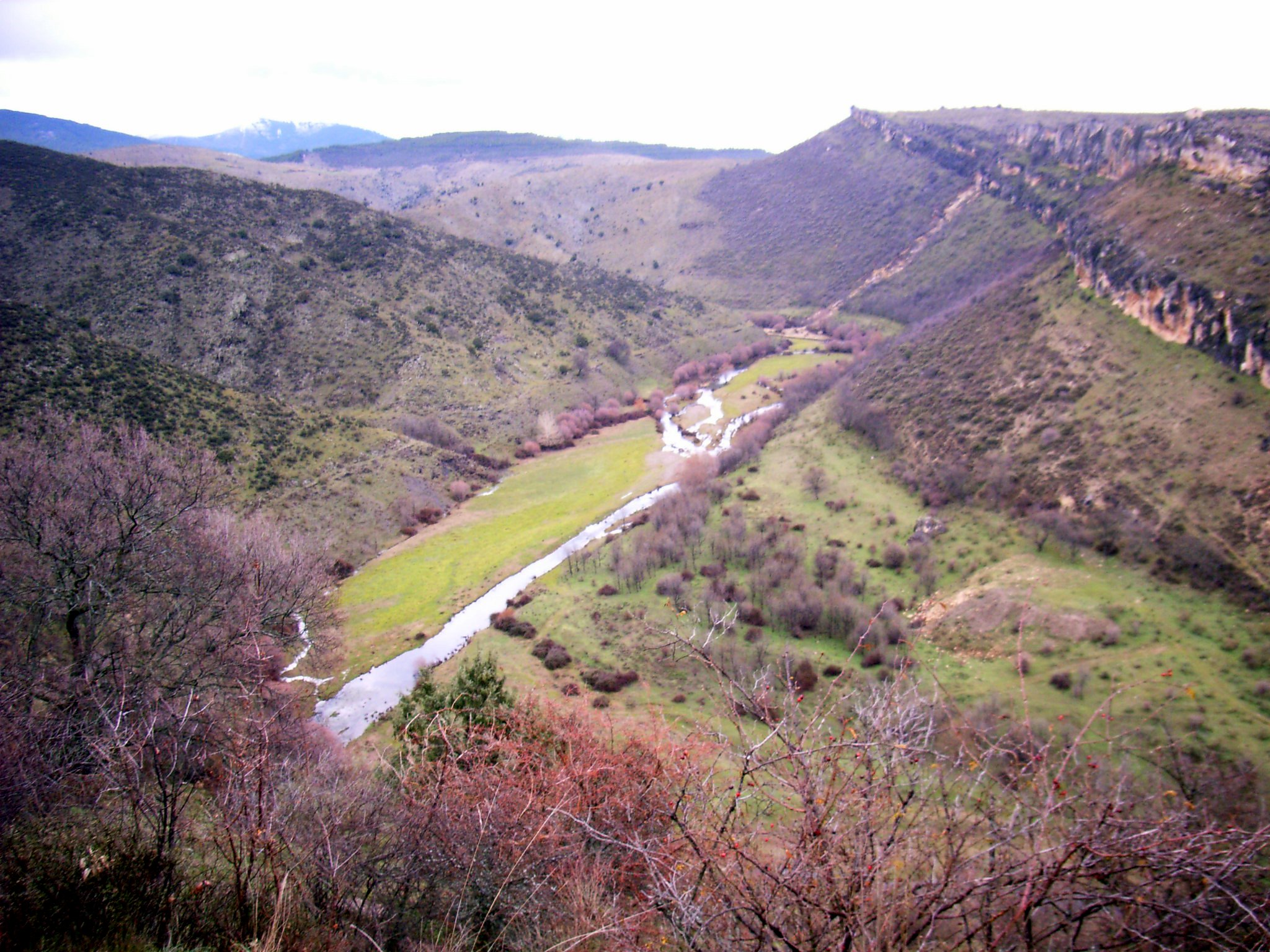
Paisaje en las proximidades de la cueva

Tras la entrada, un estrecho paso con unos barrotes de hierro atravesados en la parte izquierda del Vestíbulo, da acceso a una larga y amplia galería, en la que son numerosas las formaciones y las zonas embarradas o encharcadas. Se trata del 1^er piso. Por él se avanza cómodamente destacando las numerosas formaciones que pueden verse. A la mitad, se encuentran numerosos aportes de agua provenientes de la excedencia de un depósito del Canal de Isabel II que genera zonas muy bellamente decoradas, con cortinas de agua que terminan desembocando en una zona inundada conocida como El Lago, el cual puede pasarse bien si se llevan botas de media caña o si se ataca por el lateral derecho. Prosiguiendo el avance, se llega a una zona con altos techos y nos encontramos a la derecha un pozo hundido de unos 6 metros de profundidad. Se llega después a una gran sala que generalmente se encuentra absolutamente embarrada. Pasando un ancho pórtico de algo más de 1,50 metros de alto, entramos en otra sala de donde parten dos caminos. El primero de ellos sigue la galería por la derecha y lleva a la Sala del Confesionario primero y después al llamado Balcón del Misterio, desde donde a cierta altura, se puede contemplar el hundimiento (P6 anteriormente comentado) y la Galería del Primer Piso.
El otro camino parte de la zona alta de la Sala a la izquierda y toma una gatera que tras un pronunciado destrepe que se hace sin dificultad, nos lleva a una pequeña gatera conseguida por desobstrucción. Antes de pasar, a la izquierda, sale una rampa que asciende hacia algunas salas y donde es preciso tener cuidado con los resbalones. Continuando el recorrido, se desemboca en una sala circular, en donde la continuación se hace por el Paso del Tablón, resalte de unos 3 m que se supera en travesía por la pared izquierda, y en el que es recomendable la instalación de un pasamanos por lo resbaladizo de la roca (antiguamente había una tabla que ayudaba en el paso y de ahí le viene el nombre). Más adelante las dimensiones de la galería se reducen rápidamente, accediéndose a un estrecho conducto inclinado y de forma oval, el Pretubo, que acaba desfondándose en el denominado Tubo. Esta es posiblemente la mayor dificultad presente en la cavidad.
Se trata de un pequeño pozo de unos 6 m que se estrecha a su base a modo de embudo, y para el que es necesario el uso de cuerda (descenso en rapel), si bien, aunque no es en modo alguno aconsejable, este paso también puede realizarse en oposición con gran pericia y extremando la precaución. De esta forma se accede al 2.º Piso.

#### Segundo Piso

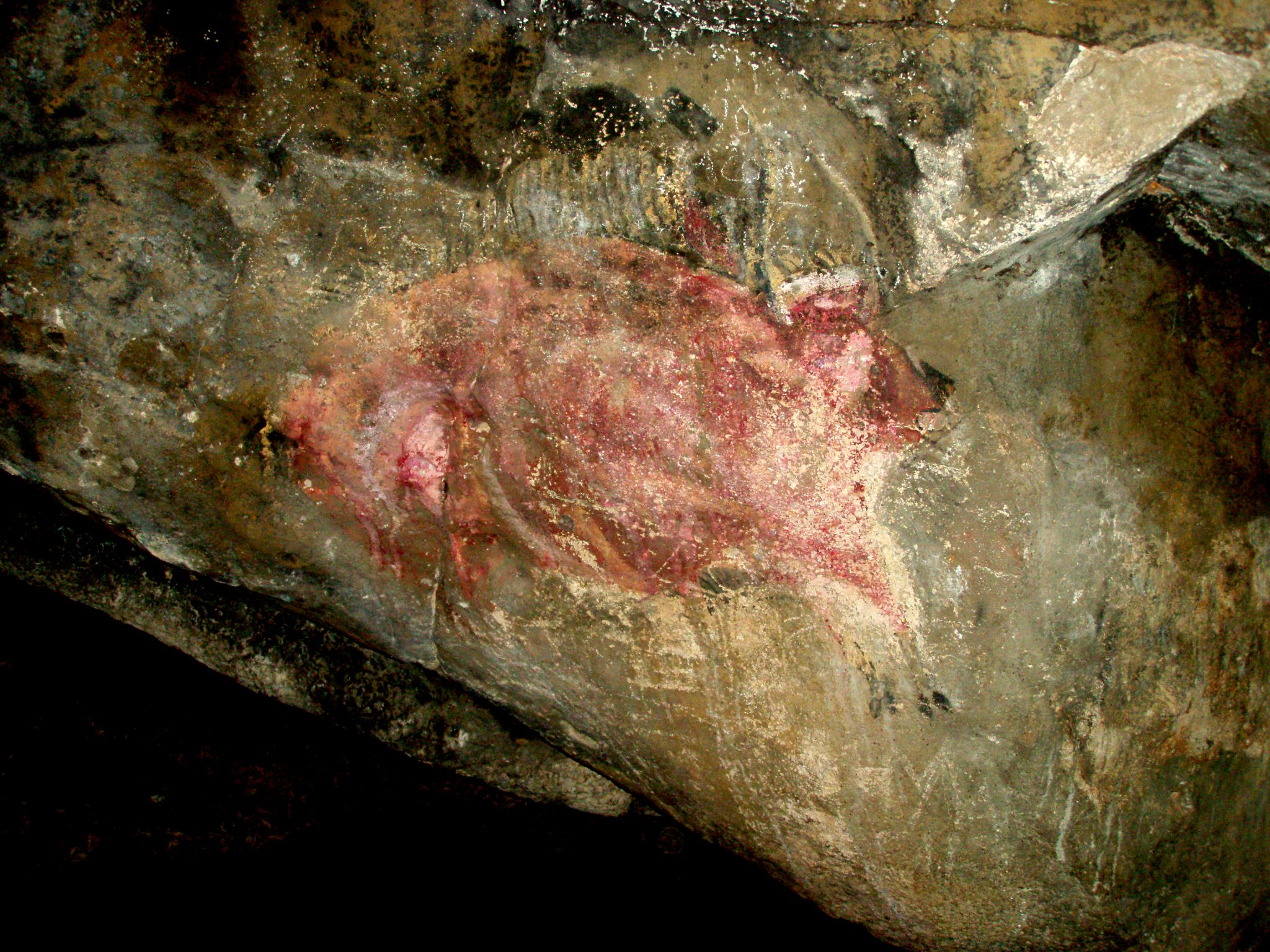
Bisonte

Después del Tubo se inicia una serie de cortos pasajes por los que se llega a una gran galería que es el eje principal de la cavidad y en la que se gira hacia la izquierda. Después de esto, la siguiente dificultad que aparece es el Tobogán (la Culada o jaboncillo), resbaladiza colada de unos 2 m de altura y que se supera por el lado izquierdo. Una vez pasado el Dormitorio, en donde la galería tiene unos 2 metros de altura y una anchura entre 3 y 4 metros, se llega a la 1.ª entrada al Tercer Piso, situada a la derecha de nuestro camino. Por una estrecha diaclasa se realizan dos remontadas en oposición de unos 4 m de altura total. En la primera remontada, puede encontrarse a mano izquierda a unos dos metros de altura un spit para colocar una cuerda. Un poquito más arriba y más dentro, a la derecha, hay otro spit. Si se encuentra dificultad para realizar el paso, es posible acometerlo como un paso de hombros (técnica que consiste en que un espeleólogo se sube a los hombros de otro). De esta manera, el que se encuentra arriba puede colocar fácilmente la cuerda.

#### Tercer Piso
Llegados a la repisa, uno se encuentra dos chimeneas que llevan al mismo sitio y que es preciso trepar en oposición siendo mejor utilizar la que se encuentra más al fondo. En su parte alta hay colocado otro spit, por lo que solo tiene dificultad el primero, ya que puede instalar una cuerda que facilita mucho el paso a los demás. Una vez superados estos complicados pasos, se continúa por un estrecho meandro de 2,5 m de altura hasta llegar a la Gran Sala, en la que, por una resbaladiza bajada con barro, se accede finalmente a la Gran Galería del Tercer Piso.
Cómodamente se prosigue, tomando en las bifurcaciones el camino de la izquierda. Más tarde el techo de la galería baja a una altura alrededor de 1,50 metros. Pronto se llega a un punto donde el conducto principal gira a la derecha, haciéndose impenetrable de frente. Lamentándolo mucho, existen numerosas pintadas, tales como flechas y nombres, que nos ayudarán a reconocer el camino. Desde esta zona, por un conducto que gira en ascenso a la derecha se llega a la Directísima, estrecha, larga y resbaladiza diaclasa por la que se remonta, no sin gran esfuerzo, al nivel inmediato superior (hay un spit en la parte más complicada en donde podría colocarse un pedal o estribo). El que vaya de primero, que sepa que el ascenso le resultará bastante penoso y costoso hasta que casi llegando al final, al empezar a ceder la inclinación, en la pared de la derecha puede colocar una cuerda que ayude al resto del grupo. También es posible subir por la Rampa de Arcilla, a la que se accede por un pasadizo a la derecha antes de llegar a la Directísima.

### El Laberinto

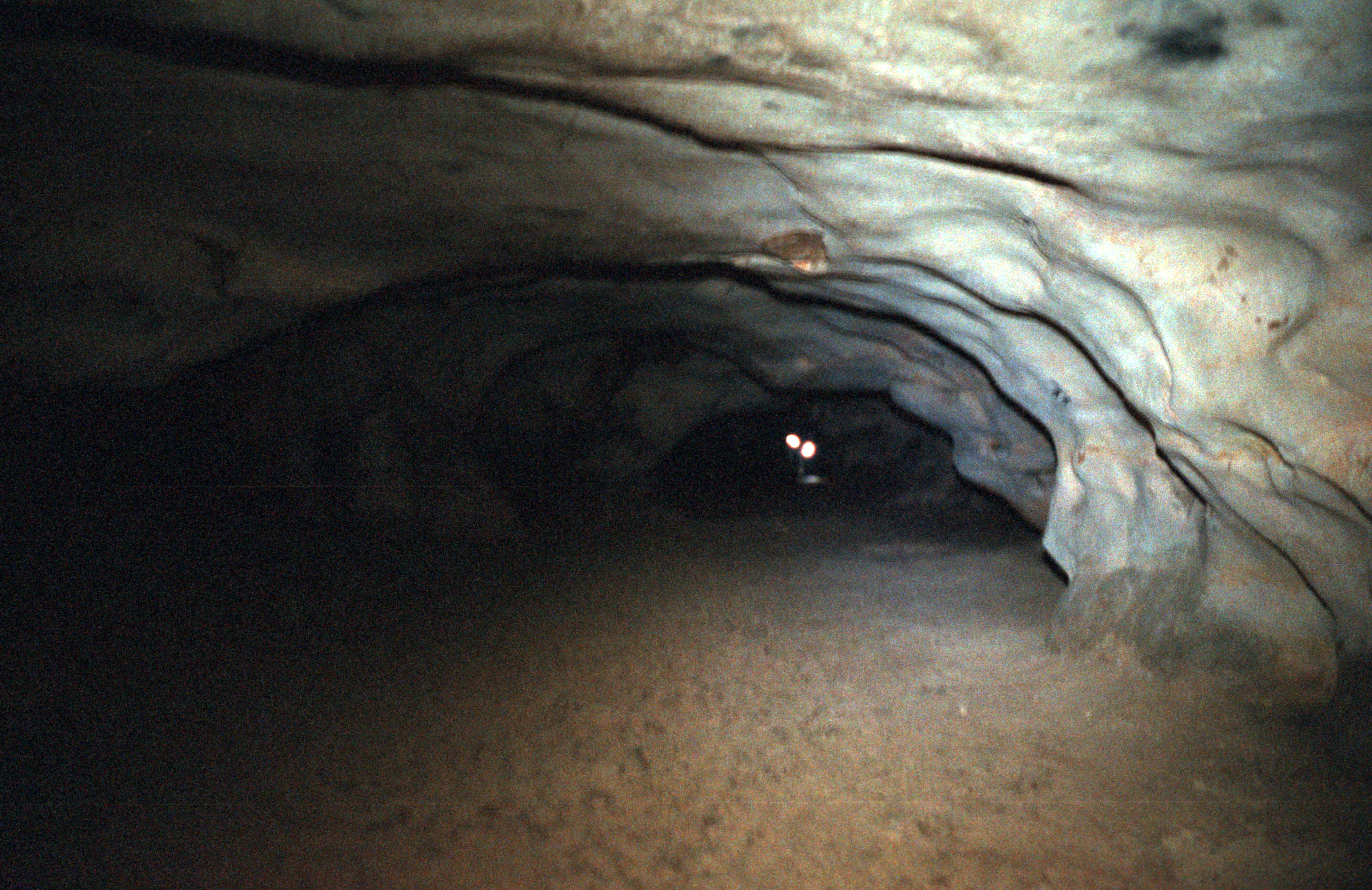
La Gran Vía. Interior de la cueva

Tras atravesar la red de pequeños conductos entrelazados (El laberinto), en donde hay numerosos pasos estrechos y gateras (flechas marcadas con pintura), se llega por fin de nuevo al 2.º piso en la Gran Vía. En realidad, El Laberinto constituye el sector de enlace entre el segundo y el tercer Piso. El paso por el Laberinto es de los más complicados de la cavidad, porque aquí la orientación con el mapa se pierde con facilidad. Es importante, que a la hora de atacar este trecho, ha de llevarse, permanentemente, un orientación base de 25° oeste.
Nada más terminar la laboriosa Directísima, en la parte final, se encuentra un pozo de aproximadamente 1,75 metros de profundidad, que es preferible bajar y remontar por el lado opuesto. Pasado el pozo, tras dejar una galería a la derecha y otra justo enfrente a la izquierda, llegamos a un nuevo cruce en el que la pared impide seguir de frente. Giramos a la derecha. A mano izquierda, se presenta un resalte de aproximadamente 1,80 metros de altura que se pasa sin gran dificultad. A la izquierda del resalte se ve una oquedad en la piedra, que no es una columna, pero deja al descubierto el otro lado por ambos laterales. El resalte tiene dos partes. Tras la primera, se abre una galería estrecha hacia la derecha, que es por donde hemos de progresar. Nada más entrar hay un pequeño socavón que se pasa sin dificultad. La galería es estrecha pero alta y se puede caminar de pie. Todo de frente la galería se colapsa con barro. Pero antes de llegar, aparece cruzada por otra diaclasa que hacia la izquierda es muy pendiente. Nosotros giramos hacia la derecha por la diaclasa que es muy estrecha y en la que hay que avanzar de lado pero de pie. Pasamos una grieta que se abre a la izquierda y una chimenea que se eleva por la derecha. Seguimos avanzando y nos encontramos a la altura de la cabeza un asa de piedra justo a la izquierda. Un poco más adelante, la diaclasa se colapsa. A la izquierda y como a 0,75 m del suelo, se abre un pequeño pórtico. Al agacharse nos encontramos con una galería paralela a la que nosotros llevamos. Parece posible progresar por la derecha, pero nuestro camino gira hacia la izquierda. Siguiendo en esta dirección agachados descubrimos en el frente una pequeña gatera y una galería que se abre hacia la derecha. Seguimos de frente unos tres m y llegamos a otro cruce. En él giramos a la izquierda. Se trata de una pequeña subida de 6 m de longitud, resbaladiza que desemboca en una pequeña gatera. Pasando por ella, abre a una salita. Al fondo de la sala, a la derecha, se descubre una pequeña remontada. Da paso a una gatera ascendente a la izquierda, y por esta se accede a una estrecha diaclasa donde es posible progresar de pie, valiéndose un poco de la técnica de oposición debido a una ligera pendiente del suelo. Llegamos a otra pequeña salita donde a la derecha se descubren unas formaciones que se asemejan a tres mandíbulas seguidas. A mano izquierda hay otra gatera bajo una formación con forma de bandera pero sin formar del todo, de mucha anchura. Está justo enfrente de las mandíbulas. Avanzamos por esa gatera y hay que bajar una pequeña pendiente hasta llegar a un laminador estrecho por el que hay que reptar. Según se pasa el laminador hay que tomar el camino de frente por una estrecha diaclasa, pasando un pequeño resalte que está justo enfrente del laminador por el que acabamos de acceder. Pasado este estrecho paso, tenemos una galería estrecha a mano derecha y otra a la izquierda. De frente, aparece una tercera vía que es la que tomamos. Avanzamos hasta otra pequeña salita con formaciones de origen freático. Siguiendo la sala por la derecha llegamos a otro laminador estrecho. Se pasa con los pies por delante. Al final aparece otro laminador aún más pequeño que los anteriores. Se pasa con la cabeza por delante y boca arriba. Según se sale del laminador, nos encontramos con otro laminador más a un metro de distancia del anterior. Llegamos así a una sala un poco más grande. En ella hay banderas gordas y se observan al fondo, a izquierda y derecha, sendas galerías. La de la izquierda es la más ancha, pero nosotros hemos de progresar por la derecha, donde se abren otras dos galerías. Una de ellas es ascendente y estrecha. Por la otra, un poco más grande se llega a la Gran Vía.

### La Gran Vía

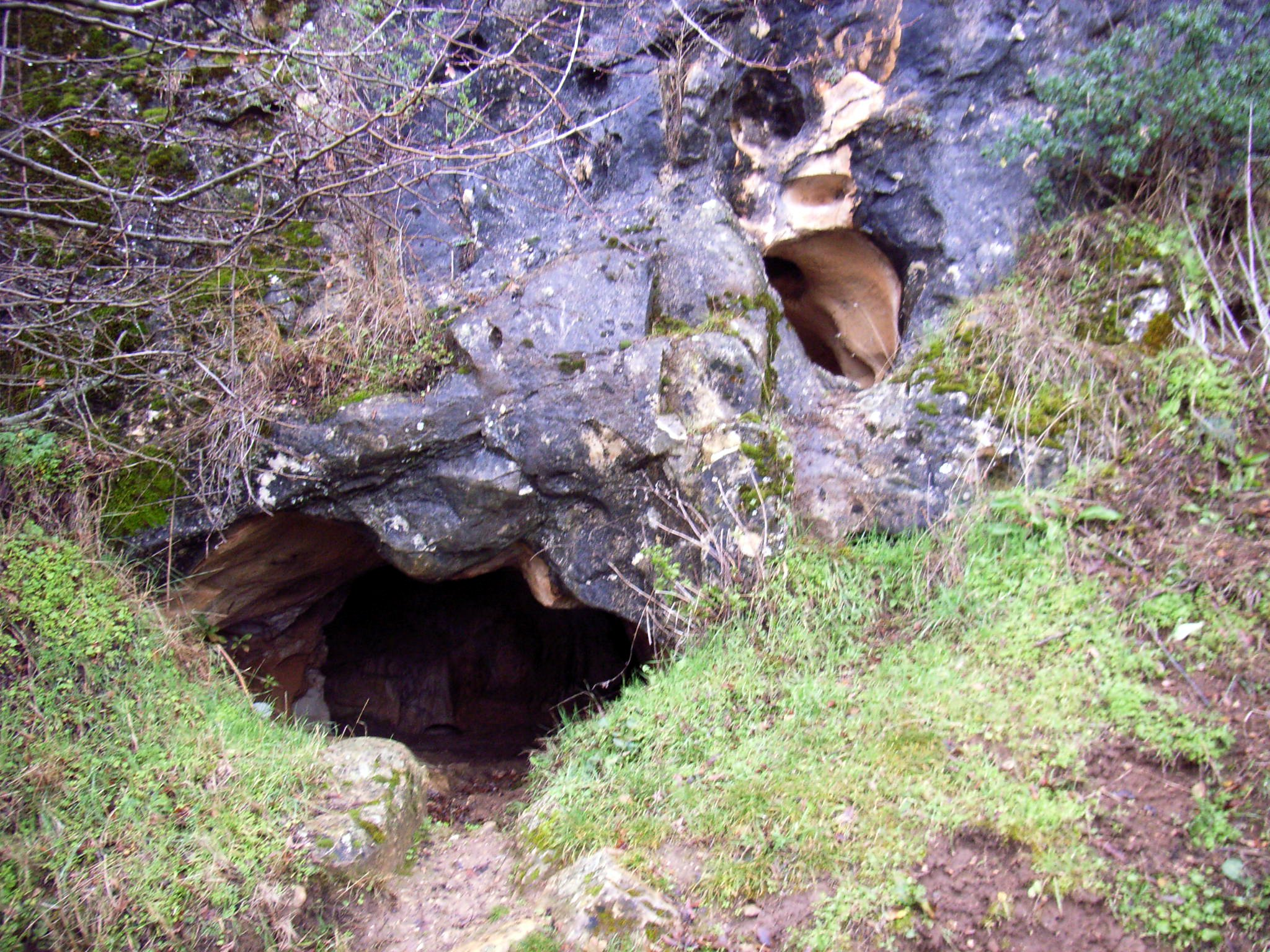
Entrada a la cueva

Si decidimos no atacar el Tercer Piso, podemos seguir por la misma Galería por la que llegábamos a la primera entrada al tercer piso y continuamos de frente.
Cada vez el techo baja más y nos obliga a ir de rodillas un largo trecho. En medio de él, nos encontramos con las Piernas de Sofía, un par de columnas que dejamos a la derecha de nuestro camino. Un poco más adelante, llegamos a la salida del Laberinto, que nos aparece por la derecha y siguiendo de frente, ya cómodamente de pie, llegamos a la Sala del Perro que Fuma.

### México
Por fin en la Gran Vía se continúa sin dificultad. Al poco dejamos a la derecha la Sala del Perro que Fuma pero nosotros continuamos de frente. Entre bloques, al fondo en la parte derecha, pasamos un paso algo complicado en el que debajo de la piedra por la que pasamos se abre un desnivel considerable con el que hay que tener cuidado. En esta zona denominada México, seguimos avanzando ayudados por el mapa. Tras esta zona se llega a otra más compleja por la cantidad de galerías que entrecruzan en la que se inicia a mano derecha el acceso a la Galería G.E.I.S.

### El Estribo
La galería se estrecha y pronto se llega al Estribo, resalte de unos 2 m no tan fácil de superar como dicen las guías, y que se puede evitar si se torna una gatera ascendente que se sitúa a su derecha, dando la vuelta por detrás.

### Salida artificial
Inmediatamente después del Estribo se toma la galería de la izquierda, por la que se continúa sin dificultad significativa hacia la Galería de los Osos, dejando diversos conductos laterales a ambos lados. Tras pasar el Órgano se llega a una oxidada puerta metálica tras la que se encuentra la salida o entrada artificial al 2.º piso, cuyas coordenadas son 40°53′07″N 3°26′43″O / 40.88529, -3.44524.

### Galería G.E.I.S.
Tomando la Galería G.E.I.S., que pertenece al Tercer Piso pero que se encuentra desvinculado del mismo, es posible acceder también al exterior. Por un estrechísimo conducto denominada "Gatera de la Claustrofobia" que desemboca en un pozo de 6 m, que es necesario equipar, se llega a la propiamente dicha Galería G.E.I.S., que discurre por debajo del 2.º piso. Por un conjunto de estrecheces (que fueron desobstruidas), aún más extremas que la propia claustrofobia, se accede a una galería que desemboca en una sala abovedada de unos 6 metros de altura en cuya pared (hay que escalar) hay una entrada muy estrecha (que fue desobstruida) para llegar a una galería de techo bajo que va ascendiendo de unos 15 metros de larga que da al exterior en forma de balconada con vistas al río Lozoya. Existen evidencias de ocupación humana o animal por el pulido de la roca caliza en los lugares de asentamiento y en los puntos de acceso para subir a la cueva.